# Toner

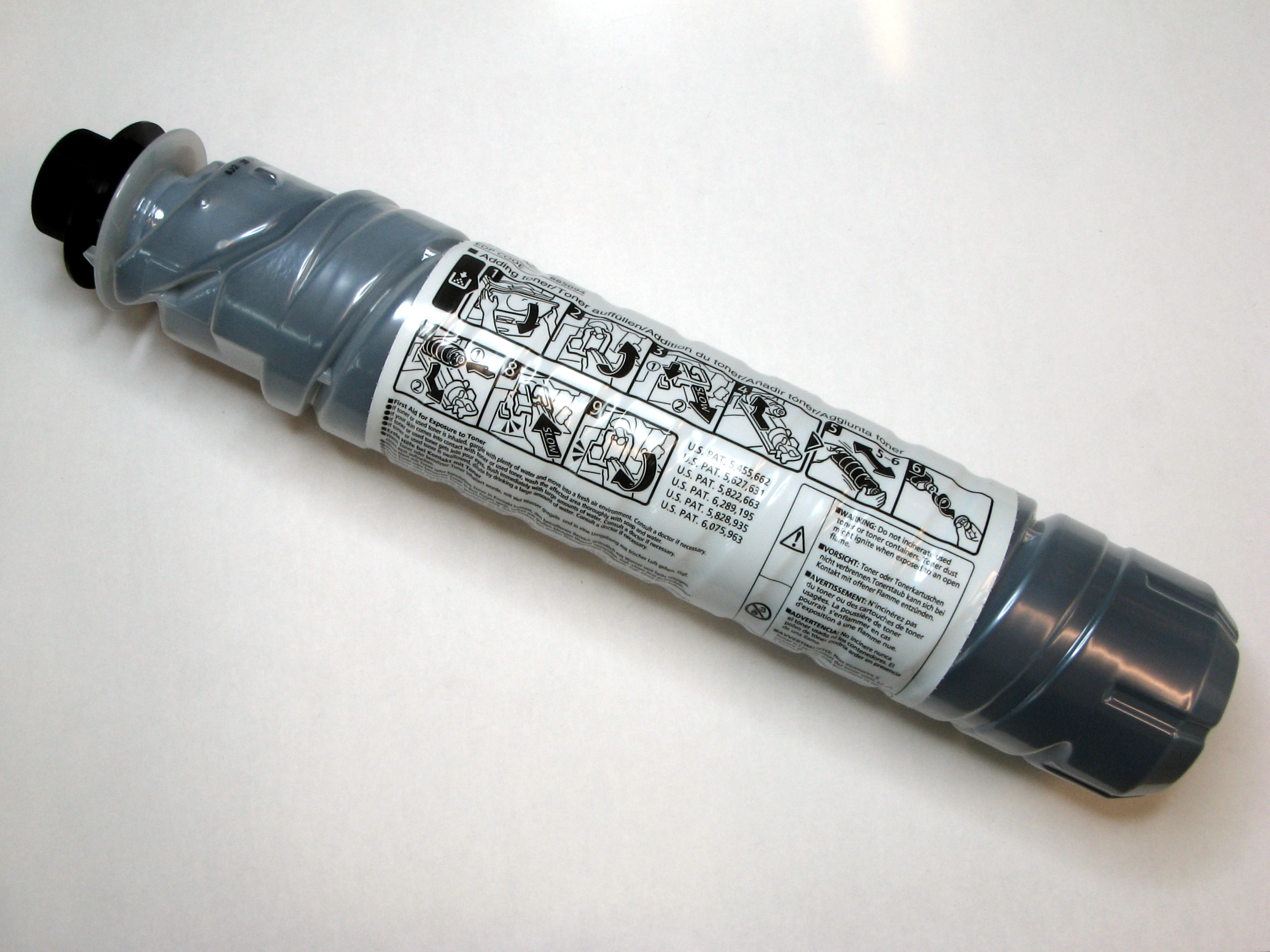
Plastic fles met zwarte toner.

Toner is een poeder dat gebruikt wordt in laserprinters en kopieerapparaten, waarmee de tekst en afbeeldingen op het papier gevormd worden.
Oorspronkelijk was toner grafietpoeder; moderne toners zijn een mengsel van grafiet en een polymeer. De poederdeeltjes zijn ongeveer 8 tot 12 micrometer in diameter.
In kleine apparaten zit de toner meestal in een speciale cartridge. Deze hele cartridge wordt ook wel toner genoemd. In grotere of oudere apparaten wordt meestal gebruikgemaakt van losse plastic flessen.
Tonercartridges worden hergebruikt door verschillende fabrikanten. De lege cartridges worden dan ingezameld, opengemaakt en opnieuw gevuld met toner.